# 黎橋鄉
黎橋鄉（黎礄鄉），是四川省鄰水縣和長壽縣（今重慶市長壽區）共管的一個鄉鎮，1954年3月9日全部劃屬鄰水縣。

## 沿革[1]
道光年間鄰水縣有三十六場，其中仁和場、稱沱場均半屬長壽，仁和場駐地即黎家橋。
1953年1月，長壽縣第七區(洪湖區)公所新設黎橋鄉。4月，黎橋鄉人民政府成立。1954年3月9日，鄰水縣第五區(幺灘區)的稱沱鄉劃歸長壽縣管轄，長壽縣的黎橋鄉人民政府劃入鄰水具第六區(九龍區)公所領導，即兩縣共管的兩個場鎮互相交換，同時長壽縣萬順鄉第十四，十五，十六村（或有十七村），花坪鄉第十七村，東風鄉第十村的王家小沖，一併劃歸鄰水縣黎橋鄉。1956年1月16日，黎橋鄉併入人和鄉，黎橋鄉人民政府撤銷。